# Немченко Марина Романівна
Марина Романівна Немченко — українська легкоатлетка, що спеціалізується на довгих дистанціях. Чемпіонка України з марафонського бігу (2021) та на дистанції 10 000 метрів (2024).

## Спортивна кар'єра
За словами самої Марини, серйозно тренуватися вона почала лише навчаючись в 10 класі спортивної школи у 2012 році. На той час вона бігала дистанції на 800 та 1500 метрів.
Свої сили на довгій дистанції Марина вперше спробувала у 2015 році, пробігши 10 кілометрів на чемпіонаті України. Після того у 2017 році вона брала участь в чемпіонаті Європи до 23 років на дистанції 10 000 метрів, де фінішувала п'ятою.
У 2018 році Марина пробігла свій перший півмарафон у Майнці, показавши результат 1:16:49. Але сезон 2019 року спортсменка майже повністю пропустила через травму.
Наступний проривний результат у кар'єрі Марини трапився у 2021 році, коли вона стала чемпіонкою України на марафонській дистанції. Наступного року вона також взяла участь у чемпіонаті Європи на марафонській дистанції, на якому, щоправда, показала гірший час, фінішувавши 51-ю.
Також у 2022 році Марина зуміла вдало пробігти напівмарафон у французькому місті Булонь-Біянкур, показавши результат 1:13:15. Саме цей старт, за словами спортсменки, допоміг їй зрозуміти, що саме на цій дистанції вона має можливість прогресувати.
Однак акцентовано збільшити кількість стартів на цій дистанції Марина змогла лише в 2024 році, коли вона пробігла 9 півмарафонів, показавши рекордний для себе час 1:11:13 на Варшавському змаганні з цього виду бігу. Також цього року Немченко стала чемпіонкою України з бігу на 10 000 метрів, показавши свій рекордний час на цій дистанції.

## Найважливіші результати
| Рік  | Змагання                       | Місто          | Місце | Дисципліна    | Примітки |
| ---- | ------------------------------ | -------------- | ----- | ------------- | -------- |
| 2021 | Чемпіонат України              | Біла Церква    | 1     | Марафон       | 2:35:31  |
| 2022 | Напівмарафон в Булонь-Біянкурі | Булонь-Біянкур | 5     | Напівмарафон  | 1:13:15  |
| 2024 | Напівмарафон у Варшаві         | Варшава        | 3     | Напівмарафон  | 1:11:13  |
| 2024 | Чемпіонат України              | Луцьк          | 1     | 10 000 метрів | 33:15    |